# Edvard Westman

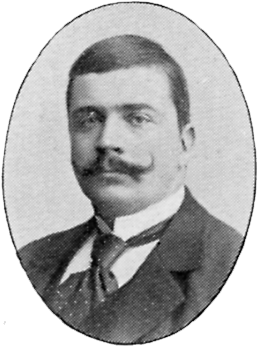
Gustaf Edvard Westman, Foto

Gustav Edvard Westman, auch Edouard Westman (* 16. Mai 1865 in Gävle, Schweden; † 23. September 1917 in Kapellskär bei Norrtälje, Schweden), war ein schwedischer Landschafts- und Marinemaler sowie Grafiker. Er zählt zu den Skagen-Malern.

## Leben
Westman, eines von sechs Kindern des Großhändlers Johan Ludvig Westman (1819–1893) und dessen Ehefrau Emma Elisabeth, geborene Holmström (1838–1911), studierte Kunst an der Königlichen Kunstakademie Stockholm. In den Jahren 1882/1883 war er Privatschüler von Oscar Törnå. Anschließend ging er nach Düsseldorf, wo er in den Jahren 1883 bis 1885 an der Königlich Preußischen Kunstakademie bei Heinrich Lauenstein studierte. Nachdem er sich noch eine Zeit in Paris aufgehalten hatte, ging er nach Finnland, wo er sich in Turku als Maler niederließ und in den Jahren 1893/1894 sowie 1896 als Lehrer an der Zeichenschule des Finnischen Kunstvereins wirkte. Zusammen mit Victor Westerholm, der ebenfalls an dieser Zeichenschule unterrichtete, besuchte Westman Lemland und Önningeby bei Jomala auf Åland, wo sich seit 1886 eine Künstlerkolonie gebildet hatte. Ab 1888 besuchten beide auch die dänische Künstlerkolonie Skagen. Mit einer dort entstandenen Arbeit fand er auf der Exposition universelle des Jahres 1889 eine ehrenvolle Erwähnung.

## Werke (Auswahl)

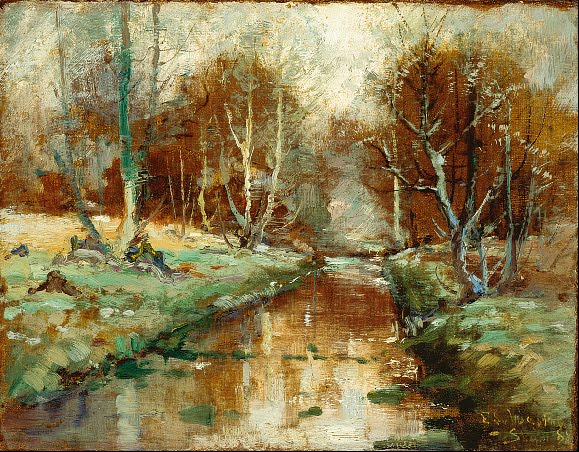
Herbst im Forst von Skagen, 1888

- Strandlandskap (Küstenlandschaft auf Åland)
- Hufudskär, 1885
- Herbst im Forst von Skagen, 1888
- Zarewna, 1894
- Sommernacht auf Åland, 1896
- Heuhocken, 1898
- Segelboot, 1908
- Junge Frau an der Küste, 1917